# Ruggero Chiesa
Ruggero Chiesa (Camogli, 1º agosto 1933 – Milano, 14 giugno 1993) è stato un chitarrista e insegnante italiano.

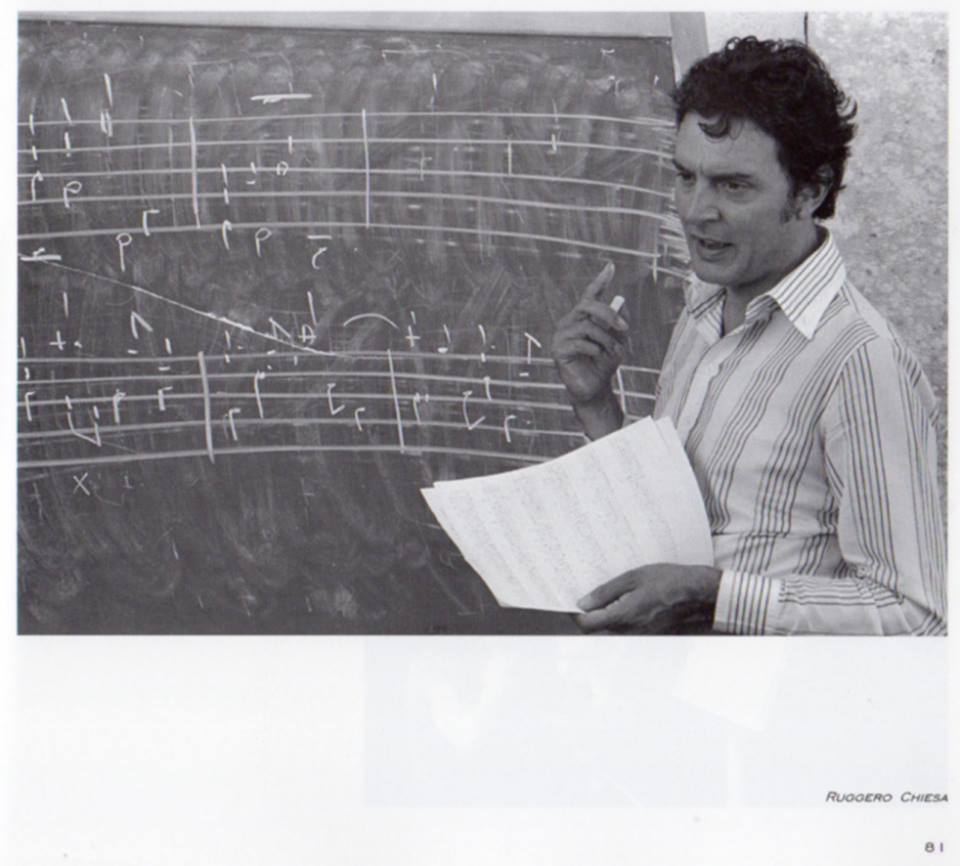

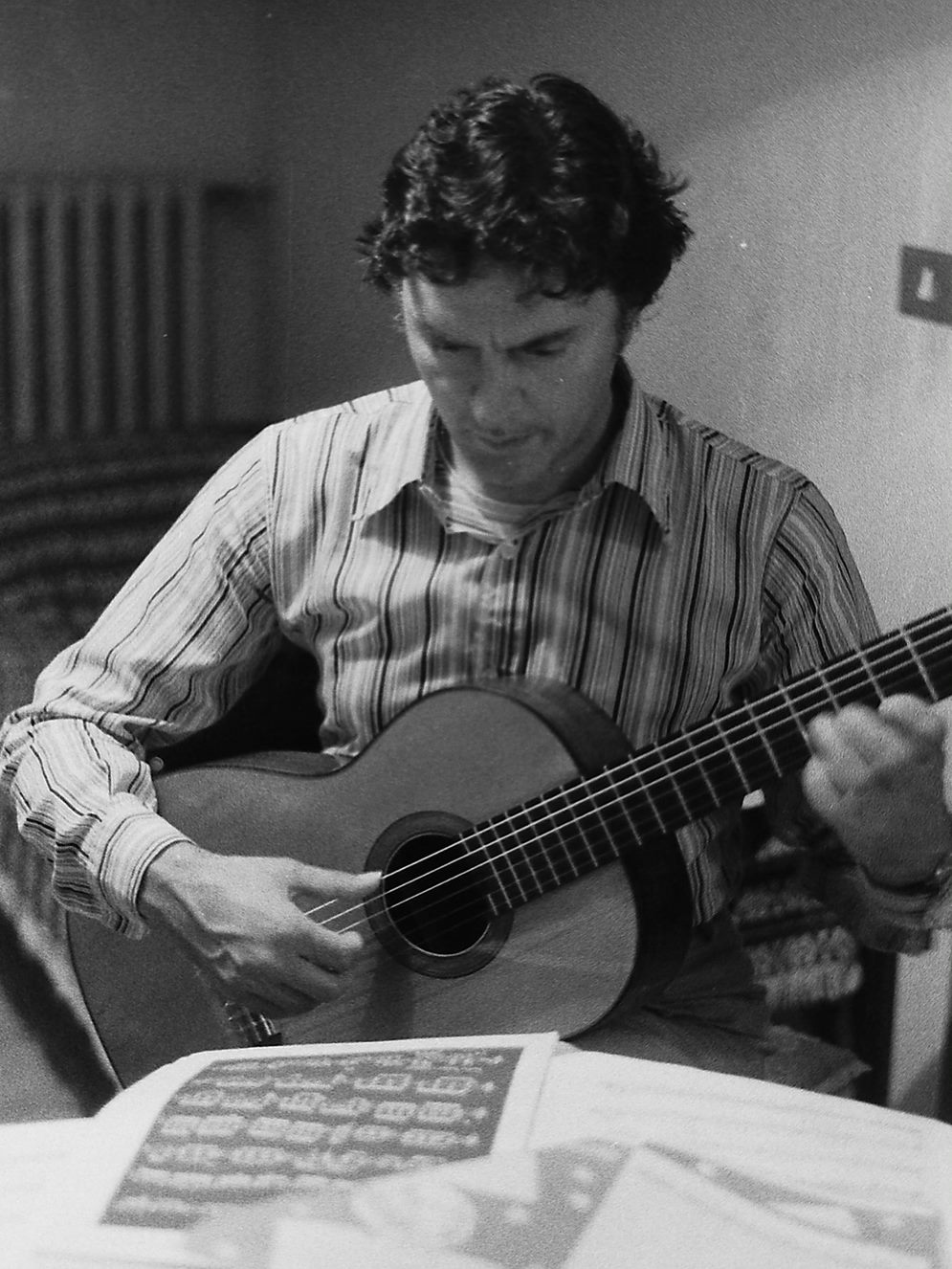
1989 a Gargnano

La sua figura è stata determinante e fondamentale per la diffusione della chitarra classica in Italia, sia sul piano culturale sia sul piano didattico.
Cominciò lo studio della chitarra classica privatamente con Mario Caneva, proseguendo poi gli studi con il Maestro Carlo Palladino, allievo di Luigi Mozzani. Dal 1956 al 1960 seguì presso l'Accademia Chigiana di Siena i corsi di Andrés Segovia, Alirio Díaz ed Emilio Pujol, dal quale apprese l'arte della trascrizione dalle antiche intavolature per liuto e vihuela. Dal 1976 fino al 1992 ha tenuto alla Chigiana i corsi di "Trascrizione dalle intavolature" affiancando il corso di chitarra di Oscar Ghiglia
Abbandonata la carriera concertistica a causa della salute precaria, si dedicò in modo particolare alla didattica e allo studio della letteratura liutistica e chitarristica, rivitalizzando in modo particolare l'Ottocento chitarristico italiano. Lo stesso Chiesa raccontava che in occasione della consegna del premio "Una vita per la musica" a Segovia nel 1980, sentì di sfuggita lo stesso Segovia suonare nella sua stanza d'albergo la Rossiniana n.1 di Giuliani (al tempo da poco revisionata da R.Chiesa), rimanendo colpito dal fatto che Segovia, il quale notoriamente non apprezzava particolarmente il repertorio dell'Ottocento, si fosse interessato ad un suo lavoro.
Dal 1963 fu titolare della cattedra di chitarra presso il Conservatorio G.Verdi a Milano. Dal 1973 con l'intento di emulare l'esperienza chigiana Segovia - Pujol, fu chiamato da Oscar Ghiglia per la nascita degli Incontri chitarristici di Gargnano, sul lago di Garda. Fra i suoi allievi spiccano solisti oggi rinomati a livello internazionale, come Frédéric Zigante, Pablo Lentini Riva, Elena Casoli, Leopoldo Saracino e Emanuele Segre. Dal 1965 iniziò un'intensa collaborazione con la casa editrice Suvini Zerboni, pubblicando revisioni di moltissime opere di autori classici e antichi, svolgendo accurate analisi filologiche e ampliando enormemente il repertorio disponibile per la chitarra classica. Con Suvini Zerboni cominciò dal 1972 la pubblicazione del periodico il Fronimo, di cui fu fondatore e direttore ed il cui titolo riprende un trattato di Vincenzo Galilei sull'arte dell'intavolatura per liuto. (Fronimo / dialogo di Vincentio Galilei / nobile fiorentino / sopra l'arte del bene intavolare / et rettamente sonare la musica, 1568-1584). Il periodico divenne rapidamente un punto di riferimento per tutta la musicologia chitarristica internazionale.
Dal 2005 si tiene il Concorso internazionale di chitarra classica Ruggero Chiesa - Città di Camogli, dedicato alla sua memoria.